# Monheurt
Monheurt é uma comuna francesa na região administrativa da Nova Aquitânia, no departamento Lot-et-Garonne. Estende-se por uma área de 11,26 km². Em 2010 a comuna tinha 195 habitantes (densidade: 17,3 hab./km²).